# The Scarecrow (filme de 2000)
The Scacrecrow é um filme de animação norte-americano de 2000, dirigido por Richard Rich e Brian Nissen, com roteiro de Nissen baseado no conto "Feathertop", de Nathaniel Hawthorne, e na peça teatral The Scarecrow, de Percy MacKaye.

## Sinopse
Uma simpática bruxinha tenta ajudar uma bela jovem órfã que, com muita dificuldade, tenta comprar a sua liberdade e a de outros três órfãos que ela cuida. Pensando que estava prestes a conseguir, ela se despede de um espantalho que, apaixonado por ela, ao ganhar vida e aparência de humano, a ajudará a se livrar de vez do governante ditador da cidade.